# Martin Merki
Martin Merki-Deicher (* 7. Dezember 1931 in Oberrohrdorf; † 4. April 2014 in Luzern) war ein Schweizer Journalist.

## Leben
Merki besuchte die Schulen in Oberrohrdorf und Fislisbach sowie das Kollegium in Freiburg. Er machte eine  kaufmännische Verlagsausbildung und war Redaktor beim Aargauer Volksblatt, bei den Luzerner Neusten Nachrichten (1968–1973), beim Vaterland (1973–1991), bei der Luzerner Zeitung (1991–1995) und der Neuen Luzerner Zeitung (1995–1996). Er wurde vor allem im lokalpolitischen Geschehen eine prägende Figur.
Regional bekannt wurde er besonders mit seiner Kolumne Bemerkungen, die einmal wöchentlich veröffentlicht wurde; später auch als Buch.
1956 bis 1959 war er Sekretär des Schweizer Jungwachtbundes sowie Mitglied des Zentralkomitees der kantonalen Christlichdemokratischen Volkspartei CVP. 1972 war er Mitbegründer und von 1987 bis 1995 Präsident der Dampferfreunde Vierwaldstättersee.
Er war verheiratet und hatte vier Kinder.